# Хотівлянська волость
Хотівлянська волость (Дроздовицька) — історична адміністративно-територіальна одиниця Городнянського повіту Чернігівської губернії з центром у селі Хотівля.
Станом на 1885 рік складалася з 25 поселень, 15 сільських громад. Населення — 11639 осіб (5800 чоловічої статі та 5839 — жіночої), 2233 дворових господарств.
|                     | Площа, десятин | У тому числі орної, дес. |
| ------------------- | -------------- | ------------------------ |
| Сільських громад    | 20050          | 15312                    |
| Приватної власності | 21125          | 7900                     |
| Іншої власності     | 232            | 175                      |
| Загалом             | 41407          | 23387                    |

Поселення волості:
- Хотівля — колишнє державне та власницьке село за 12 верст від повітового міста, 1091 особа, 202 двори, православна церква, постоялий двір, постоялий будинок, лавка. За 15 верст — винокурний завод з вітряним млином. За 6 верст — залізнична станція Хоробрицька. За 15 верст — залізнична станція Городня.
- Ваганичі — колишнє державне та власницьке село при болотах, 1065 осіб, 201 двір, православна церква, школа, постоялий будинок.
- Володимирівка — колишнє державне село, 1214 осіб, 258 дворів, православна церква, постоялий будинок, 2 лавки.
- Деревини — колишнє власницьке село, 1083 особи, 209 дворів, православна церква, школа, постоялий будинок, вітряний млин, крупорушка.
- Дроздовиця — колишнє власницьке село, 1156 осіб, 237 дворів, православна церква, постоялий будинок, лавка, винокурний завод.
- Ільмів — колишнє власницьке село, 854 особи, 156 дворів, постоялий будинок, лавка.
- Кусії — колишнє власницьке село, 523 особи, 90 дворів, православна церква, постоялий будинок.
- Перепис — колишнє державне та власницьке село, 1099 осіб, 220 двір, православна церква, 2 постоялих будинки, лавка.
- Хоробичі — колишнє державне та власницьке село, 994 особи, 209 дворів, православна церква, 2 постоялих будинки, лавка.

Наприкінці XIX сторіччя волосне правління було переведено до села Дроздовиця, волость отримала назву Дроздовицька.
1899 року у волості налічувалось 44 сільських громади, населення зросло до 19535 осіб (9666 чоловічої статі та 9869 — жіночої).